# Piazza del Popolo (Reggio Calabria)
Piazza del Popolo è una grande piazza della zona centro-nord della città di Reggio Calabria.

## Descrizione
Di pianta trapezoidale e in dislivello rispetto agli assi viari che la perimetrano, è delimitata dal viale Giovanni Amendola, dalle vie 25 luglio 1943 e Monsignor De Lorenzo mentre il suo lato a sud è completamente occupato da uno dei prospetti della Casa del Fascio. Alla piazza si può accedere direttamente da via 25 luglio 1943 o da due grandi scalinate in pietra di Macellari poste nelle altre due vie che la costeggiano. Dal lato ovest si scorge l'abside della chiesa di Santa Lucia e alcune palazzine di epoca fascista.
Questo spazio urbano di architettura razionalista era la piazza dove si tenevano le adunanze fasciste. Il 31 marzo del 1939 Benito Mussolini, in occasione della sua prima visita in città, da un pulpito in pietra dell'attigua Casa del Fascio, davanti ad una piazza gremita pronunciò un animato discorso alla popolazione. Fino a poco tempo fa su alcuni prostetti dei palazzi che la circondano erano ancora visibili alcune scritte propagandistiche che inneggiavano al Duce. Sono ancora presenti i pilastri in cemento ricoperti in marmo bianco che sorreggevano i lunghi pennoni delle bandiere.
Attualmente l'area ospita tutte le mattine il mercato più importante della città.